# Let's Elope!
Let's Elope! è un cortometraggio muto del 1930 diretto da Edmund Joseph.

## Produzione
Il film fu prodotto dalla Warner Bros. (con il nome The Vitaphone Corporation).

## Distribuzione
Distribuito dalla Warner Bros., il film - un cortometraggio della durata di sette minuti - uscì nelle sale cinematografiche USA il 15 marzo 1930.